# Shotor Khoft
Shotor Khoft (persiska: شُتُر خُفت, شتر خفت) är en ort i Iran.   Den ligger i provinsen Lorestan, i den nordvästra delen av landet, 400 km sydväst om huvudstaden Teheran. Shotor Khoft ligger 1 806 meter över havet och antalet invånare är 703.
Terrängen runt Shotor Khoft är varierad. Runt Shotor Khoft är det ganska tätbefolkat, med 56 invånare per kvadratkilometer. Närmaste större samhälle är Nūrābād, 7,1 km väster om Shotor Khoft. Trakten runt Shotor Khoft består till största delen av jordbruksmark.